# 生年別日本の漫画家一覧 1950年代
生年別日本の漫画家一覧 1950年代（せいねんべつにほんのまんがかいちらん 1950ねんだい）は、1950年代に誕生し、日本で活動する漫画家の生年別一覧である。

## 1950年生
- 吾妻ひでお（ - 2019年）
- いがらしゆみこ
- 池沢さとし
- 一ノ関圭
- 内田善美
- おかべりか（ - 2017年）
- 河あきら
- 郷力也
- 神江里見（ - 2016年）
- 雑賀陽平（ - 2005年）
- ささやななえこ
- 庄司陽子
- すがやみつる
- 制野秀一（ - 2005年）
- 竹宮惠子
- 土山しげる（ - 2018年）
- どおくまん
- 中島徳博（ - 2014年）
- 永松潔
- 法月理栄
- 畑中純（ - 2012年）
- 林律雄
- 広井てつお（ - 2008年）
- 福山庸治
- 細井雄二
- 湊谷夢吉（ - 1988年）
- 吉沢やすみ
- 和田慎二（ - 2011年）

## 1951年生
- あだち充
- いしいひさいち
- いしかわじゅん
- 風間宏子
- 川崎ゆきお
- 久木田律子（ - 2002年）
- コンタロウ
- 佐多みさき
- 新谷かおる
- 沼よしのぶ
- 能條純一
- ひさうちみちお
- 美内すずえ
- 村上もとか

## 1952年生
- 秋本治
- あなだもあ（ - 1997年）
- 小野新二（ - 1995年）
- 鴨沢祐仁（ - 2008年）
- 木村知夫
- 佐伯かよの（ - 2021年）
- 佐藤史生（ - 2010年）
- 白山宣之（ - 2012年）
- 鈴賀レニ
- 鷹匠政彦
- 竹村よしひこ
- 津雲むつみ（ - 2017年）
- ひきの真二（引野真二）
- 福谷たかし（ - 2000年）
- 藤原良二
- ますむらひろし
- 三原順（ - 1995年）
- 村生ミオ（ - 2022年）
- 山田ゴロ
- 六田登

## 1953年生
- 安藤しげき（ - 1997年）
- 内田善美
- 大和田夏希（ - 1994年）
- 国友やすゆき（ - 2018年）
- 車田正美
- 小泉吉宏
- 小林よしのり
- 坂田靖子
- 高橋よしひろ
- ながいのりあき
- 新田たつお
- 野間吐史
- 前田俊夫
- 魔夜峰央
- 宮下あきら
- 水樹和佳子
- 百瀬義行
- よだひでき（ - 2013年）
- 竜崎遼児

## 1954年生
- いわしげ孝（ - 2013年）
- 岩谷テンホー
- うえやまとち
- 笈川かおる
- 大島やすいち
- 大友克洋
- 花郁悠紀子（ - 1980年）
- 小谷憲一
- 竜樹諒
- 田渕由美子
- 星野之宣
- 陸奥A子
- 山本おさむ
- 渡辺みちお

## 1955年生
- いがらしみきお
- くらもちふさこ
- たかや健二（ - 2016年）
- 佐々木淳子
- 笹生那実
- 田村信
- 寺沢武一（ - 2023年）
- 鳥山明（ - 2024年）
- 中崎タツヤ
- 中野豪（ - 2006年）
- のむらしんぼ
- 早坂未紀
- 平松伸二
- 三好銀（ - 2016年）
- むつ利之
- 室山真弓

## 1956年生
- 石坂啓
- 江口寿史
- えんどコイチ
- 小椋冬美
- 小山田いく（ - 2016年）
- 笠原倫
- 清原なつの
- 酒井美羽
- 里見桂
- 高橋葉介
- 太刀掛秀子
- たなか亜希夫
- 野崎ふみこ
- 花咲アキラ
- 槇村さとる
- 松苗あけみ
- 丸尾末広
- 宮崎まさる
- 三山のぼる（ - 2007年）
- 夢野一子
- 吉田秋生
- ラズウェル細木

## 1957年生
- 秋月りす
- 穴久保幸作
- 飯島祐輔（ - 2010年）
- 板垣恵介
- 岩館真理子
- 魚戸おさむ
- かがみあきら（ - 1984年）
- 春日光広
- 鎌田洋次
- 川三番地
- 楠みちはる
- 近藤ようこ
- 柴門ふみ
- 高口里純
- 高野文子
- 高橋留美子
- 戸部けいこ（ - 2010年）
- 野部利雄
- 室山真理子
- 山田章博
- 山本康人
- ゆうきまさみ

## 1958年生
- 尼子騒兵衛
- 犬丸りん（ - 2006年）
- 今泉伸二
- 臼井儀人（ - 2009年）
- おおつぼマキ
- 荻丸雅子
- 河合単
- くじらいいく子
- 業田良家
- こなみかなた
- 小林まこと
- 猿渡哲也
- しげの秀一
- しりあがり寿
- 新沢基栄
- 杉浦日向子（ - 2005年）
- たがみよしひさ
- 田島みるく
- 次原隆二
- 徳田ザウルス（ - 2006年）
- とり・みき
- 根本敬
- 福本伸行
- 藤田素子
- 巻来功士
- 真柴ひろみ
- まつもと泉（ - 2020年）
- みうらじゅん
- 三田紀房
- 美村あきの（ - 2018年）
- よしまさこ

## 1959年生
- 赤石路代
- あびゅうきょ
- 池野恋
- 石渡治
- 井上紀良
- 内田春菊
- 荻野真（ - 2019年）
- 小田空
- 帯ひろ志（ - 2014年）
- 片山まさゆき
- 玖保キリコ
- こせきこうじ
- 須賀原洋行
- すぎ恵美子（ - 2007年）
- 惣領冬実
- 竹本泉
- 谷上俊夫（ - 2008年）
- ちば拓（ - 2016年）
- 寺沢大介
- とがしやすたか
- 徳弘正也
- 藤原カムイ
- 北条司
- 細野不二彦
- 美樹本晴彦
- 水玉螢之丞（ - 2014年）
- 村田順子
- やくみつる
- 山田貴敏
- 山下和美
- 山本貴嗣
- 遊人
- 吉野朔実（ - 2016年）